# Julia Manzanal Pérez
Julia Manzanal Pérez (Madrid, 18 de febrer de 1915 - Madrid, 15 de febrer de 2012), coneguda amb el sobrenom de Comisario Chico, fou una activista republicana, militant del Partit Comunista d'Espanya (PCE) i primera dona que, a l'inici de la Guerra Civil Espanyola, ocupà el càrrec de comissari polític en el mític batalló de la Comuna de Madrid, conegut com el Cinquè Regiment.

## Biografia
Nascuda en el si d'una família obrera molt nombrosa, de petita al col·legi Lluis Vives, ja es rebel·lava contra les injustícies. Als onze anys compaginava els estudis amb el treball, muntant i venent caixes de cartró. Dos anys després trobava feina a la Standard Elèctrica, i allà la sorprengué la proclamació de la II República.
El 1934 amb dinou anys, s'afilià a la UGT donant suport als vaguistes de la Telefònica, i sortí al carrer per demanar la llibertat dels presos polítics. Acomiadada de la Standard Elèctrica, començà a treballar de cigarrera, arribant a comandar un equip de vint-i-quatre persones.
El 1936 va fer campanya per al Front Popular, i el mateix dia que esclatava la Guerra Civil ingressà al PCE incorporant-se a la lluita. Noia amb grans dots de lideratge, aprengué a manipular el fusell i el revólver i es convertí ben aviat en instructora dels voluntaris que anaven al front a combatre els feixistes. El 3 de novembre fou nomenada comissari polític de la 42 Brigada Mixta del Cinquè Regiment que cobria la defensa del Puente de Toledo, Carabanchel i Usera. Confraternitzà amb Enrique Lister i El Campesino i demanà a Dolores Ibárruri que anés a infondre coratge als seus homes. El 13 de novembre arribaren les Brigades internacionals i es reuní amb la plana major del PCE per escoltar l'arenga de Vittorio Vidali, conegut com el Comandant Carlos. Més endavant, en ple front de Carabanchel, Julia es casà amb el seu company Hernán Pérez.
La creació de l'Exèrcit Popular de la República absorbí el Cinquè Regiment. El president Francisco Largo Caballero ordenà que les dones fossin retirades del front. Julia no en feu cas, camuflada d'home i coneguda només pel sobrenom de Chico, va aguantar uns quants mesos de lluita a les trinxeres. Finalment passà a la rereguarda i va coordinar els cursos d'alfabetització i l'ajut als hospitals, ocupant el càrrec de secretària d'Amics de la URSS i de Propaganda i Agitació.
La derrota del bàndol republicà desfermà la repressió contra els vençuts. Julia acabava de ser mare i fou detinguda. Ingressada a la Presó de dones de Ventas, inicialment fou condemnada a mort, i visqué de prop l'afusellament de les Tretze Roses. Finalment se li commutà la pena a trenta anys. Traslladada a la Presó de dones d'Amorebieta, patí la pèrdua de la seva filla Julita després d'una llarga agonia, per manca d'aliments i d'atenció mèdica. El periple continuà pels penals d'Azpeitia, Can Sales de Palma, Presó de Dones de les Corts de Barcelona, i novament a Amorebieta. Al cap de cinc anys recobrà la llibertat. Tornà a Madrid i es casà amb Gonzalo Gil El Chalo, un antic company d'armes. El 1952 es traslladaren a Carabanchel i Julia va reprendre el contacte amb el PCE i més endavant amb les CCOO a la clandestinitat.
El 1975 morí Franco i Julia, que havia quedat vídua, inicià una intensa activitat política i divulgativa. Participà en conferències i trobades amb historiadors i periodistes explicant-los les seves vivències. El 1993 retrobà Julio San Isidro, un amic de la infància, ex comissari del Cos d'Enginyers, que esdevingué el seu nou company.
El 2001, amb vuitanta-sis anys va recórrer Espanya per denunciar els horrors perpetrats per la dictadura franquista, i s'incorporà a la denúncia per les desaparicions dels fills de dones preses. Morí a Madrid, gairebé als noranta-set anys. La militància del PCE li dedicà un homenatge.